# Jack Kolle
Jack Kolle, Jack Samuels (1912 – 1970) è stato un calciatore indonesiano, di ruolo difensore.

## Carriera
Prese parte con la Nazionale delle Indie Orientali Olandesi ai Mondiali del 1938.